# رگرسیون ناپارامتری
رگرسیون ناپارامتری (به انگلیسی: Nonparametric regression) یک دسته از تحلیل رگرسیونی است که در آن پیش‌بینی‌کننده شکل از پیش تعیین‌شده‌ای ندارد، بلکه بر اساس اطلاعات به‌دست آمده از داده‌ها ساخته می‌شود، یعنی هیچ فرم پارامتری برای رابطه بین پیش‌بینی‌کننده‌ها و متغیر وابسته در نظر گرفته نشده است. رگرسیون ناپارامتری به اندازه نمونه بزرگ‌تر از رگرسیون مبتنی بر مدل‌های پارامتری نیاز دارد، زیرا داده‌ها باید ساختار مدل و همچنین برآورد مدل را فراهم کنند.